# Ларкин, Иван Иванович
Иван Иванович Ларкин (23 февраля 1924, деревня Слобода, Тульская губерния — 2 июля 2009, Москва) — участник Великой Отечественной войны, снайпер, Герой Советского Союза.

## Биография
Родился 23 февраля 1924 года в деревне Слобода (ныне — в Белёвском районе Тульской области) в семье крестьянина. Окончил 7 классов. Работал в колхозе. В 1941 несколько месяцев прожил при немецкой оккупации. С мая 1942 года в Красной Армии. С 15 мая 1942 по 24 июля 1943 воевал на фронте. Участник битвы на Курской дуге.
Снайпер 1183-го стрелкового полка (356-я стрелковая дивизия, 61-я армия, Брянский фронт). В боях в районе населённых пунктов Красный Клин и Рог (Волховский район Орловской области) 19 — 24 июля 1943 года ефрейтор Ларкин уничтожил 138 нацистов и 6 пулемётных точек. 24 июля 1943 года командир роты в районе высоты № 237,9 под городом Болховом попал в тяжёлое положение. Два немца уже приготовились схватить его. Находившийся тут же Ларкин заметил это и выскочил вперёд, грудью защитив командира, расстрелял в упор немцев. Но в этот момент он сам получил тяжёлые ранения вражеским осколком в руку и ногу. После ранения стал инвалидом Великой Отечественной войны I-й группы.
Указом Президиума Верховного Совета СССР «О присвоении звания Героя Советского Союза генералам, офицерскому, сержантскому и рядовому составу Красной Армии» от 15 января 1944 года за «образцовое выполнение боевых заданий командования на фронте борьбы с немецкими захватчиками и проявленными при этом отвагу и геройство» удостоен звания Героя Советского Союза с вручением ордена Ленина и медали «Золотая Звезда».
Всего на счету снайпера И. И. Ларкина 340 уничтоженных солдат и офицеров противника. Демобилизован в звании старшего сержанта.
В 1946 году окончил Московскую юридическую школу, после её окончания проработал 6 лет помощником прокурора Киевского района города Москвы. В 1951 — экстерном закончил Московский юридический институт, С 1952 года по 1955 год учился очно в аспирантуре Академии общественных наук при ЦК КПСС. Кандидат юридических наук.
После 1955 года — на педагогической работе в Высшей школе КГБ СССР, прошёл путь от старшего преподавателя до профессора. В период педагогической работы написал 40 научных и научно-методических работ, в том числе в соавторстве с другими преподавателями учебник по гражданскому праву.
Умер 2 июля 2009 года на 86-м году жизни. Похоронен в Москве на Троекуровском кладбище.

## Награды и звания
Награды:
- медаль «Золотая Звезда» № 3998 Героя Советского Союза;
- орден Ленина;
- орден Отечественной войны 1-й степени;
- два ордена Красной Звезды;
- медали.